# Ісаак Руссо
Ісаак Руссо (фр. Isak Russo; 28 грудня 1672, Женева — 9 травня 1747, Ньйон) — був швейцарським майстром-годинникарем. Батько філософа та письменника Жана-Жака Руссо.

## Життєпис
Ісаак Руссо Народився 28 грудня 1672 року в Женеві, Швейцарія, син Сюзанни Картьє (1645—1705) і майстра-годинникаря Давида Руссо (2 жовтня 1641 — 17 липня 1738), який сам був сином годинникаря Жана Руссо (29 березня 1606 — 26 травня 1684) і його дружини Лідії Мюссар (1613—1678). У нього було одинадцять братів і сестер — одна з його сестер, Клермонда Руссо (1674—1747) вийшла заміж за Антуана Фази (1681—1731), сина Даніеля Фази, біженця-гугенота з Сен-Верена, Кейра, який оселився в Женеві і там заснував першу індійську бавовняну фабрику в Європі.
Він одружився з Сюзанною Бернар (1673, Женева — 1712, Женева) — вона була дочкою ще одного годинникаря, Жака Бернара. У них було два сини, Франсуа Руссо і письменник і філософ Жан-Жак Руссо, хоча Сюзанна померла всього через дев'ять днів після народження Жана-Жака. Освічена людина і патріот, Ісаак, мабуть, був дуже прив'язаний до свого сина і сам виховував його до десяти років, хоча в наступні роки він віддалився від нього ще більше. У 1722 році він був майже ув'язнений через сварку і поїхав у вигнання з Женеви, залишивши свого сина на піклування шурина Ісаака Габріеля Бернара. Ісаак оселився в Ньйоні, трохи на північний схід від Женеви, і знову одружився.
Потім він став одним з женевських годинникарів, що влаштувалися в Османській імперії, де йому було доручено регулювати маятники в палаці Топкапи-важлива роль — оскільки цей годинник регулював точний час для ісламських молитов. Швейцарські годинникарі торгували з османами через французів з кінця XVI століття, з громадою в Галаті, зарезервованої для жителів Заходу з часів Франциска I французького.
Він знову овдовів у 1720-х роках, але, схоже, його не надто турбувала втеча з Женеви його старшого сина Франсуа Руссо. Ісаак і Жан-Жак зустрічалися тільки ще чотири рази (липень 1730, червень 1732, липень 1737 і вересень 1737, за свідченнями), хоча Жан-Жак  стверджував, що він був вихований краще, ніж «діти королів». Ісаак Руссо помер 9 травня 1747 року у Ньйоні, Швейцарія.